# 罗恩·布拉西
罗恩·布拉西（英語：Rowan Brassey，1956年1月18日—），新西兰男子草地滚球运动员。他曾代表新西兰参加1982年、1990年、1994年、1998年、2002年和2006年英联邦运动会草地滚球比赛，获得一枚银牌和一枚铜牌。